# Ansaldo A.1 Balilla
Ansaldo A.1, biệt danh "Balilla", là một loại máy bay tiêm kích của Ý trong Chiến tranh thế giới I.

## Quốc gia sử dụng
Argentina
- Không quân Argentina

 Bỉ
- Không quân Bỉ

 Ý
 Greece
- Hải quân Hoàng gia Hy Lạp
  - Không quân Hải quân Hy Lạp

 Latvia
- Không quân Latvia

 Ba Lan
- Không quân Ba Lan

 Liên Xô
- Không quân Liên Xô

 Mexico
- Không quân Mexico

 Uruguay
- Không quân Uruguay

## Tính năng kỹ chiến thuật (A.1bis)
Đặc điểm tổng quát
- Kíp lái: 1
- Chiều dài: 6.84 m (22 ft 5 in)
- Sải cánh: 7.68 m (25 ft 2 in)
- Chiều cao: 2.53 m (8 ft 4 in)
- Diện tích cánh: 21.2 m2 (228 ft2)
- Trọng lượng rỗng: 640 kg (1.410 lb)
- Trọng lượng có tải: 885 kg (1.950 lb)
- Powerplant: 1 × SPA 6A, 164 kW (220 hp)

Hiệu suất bay
- Vận tốc cực đại: 220 km/h (140 mph)
- Tầm bay: 660 km (410 dặm)
- Trần bay: 5.000 m (16.400 ft)
- Vận tốc lên cao: 2,7 m/s (520 ft/phút)

Vũ khí trang bị
- 2 × Súng máy Vickers.303